# 雷比爾市鎮
雷比爾市鎮（丹麥語：Rebild  Kommune）是丹麥的一個市鎮，位於日德蘭半島東北部希默蘭半島東部，屬北日德蘭大區。面積625平方公里，2009年人口28,900人。首府位於斯特烏靈。
2007年1月1日由原諾艾厄、斯特烏靈和采恩德魯普三個市鎮合併而成。